# ریورتن (ویرجینیای غربی)
ریورتن (به انگلیسی: Riverton) یک منطقهٔ مسکونی در ایالات متحده آمریکا است که در شهرستان پندلتن، ویرجینیای غربی واقع شده‌است.